# New Basket Brindisi 2011-2012
Questa voce raccoglie le informazioni riguardanti la New Basket Brindisi nelle competizioni ufficiali della stagione 2011-2012.

## Storia
La stagione 2011-2012 della New Basket Brindisi, sponsorizzata Enel, prende parte al campionato professionistico italiano di Legadue. Giunge seconda nella stagione regolare con 18V e 10P, con 2200 punti fatti e 2119 punti subiti, vince i playoff sconfiggendo nelle finali la GTG Pistoia per 3-1 (79-47/79-67/91-92/88-86) e viene promossa in Lega A.
Dopo la retrocessione viene rivoluzionata la compagine societaria, lo staff tecnico e il roster. I superstiti sono Santi Puglisi nella veste di General Manager e Daniele Michelutti come assistant coach.
Viene innanzitutto definito lo staff tecnico con l'ingaggio di Alessandro Giuliani come nuovo Direttore Sportivo, Piero Bucchi  coach e Marco Sist preparatore atletico. I primi acquisti sono Mitchell Poletti ala-pivot proveniente dalla Fulgor Libertas Forlì, Alex Simoncelli play cresciuto nella UCC Casalpusterlengo e Klaudio Ndoja ala italo-albanese proveniente dalla Pallacanestro Ferrara. Il gruppo italiani viene completato con l'ingaggio di Matteo Formenti l'anno prima con la Vanoli Cremona, Matteo Maestrello dalla Reyer Venezia e Andrea Zerini dal Ruvo di Puglia Basket. Come stranieri nella quota extracomunitari vengono firmati il play USA Alex Renfroe proveniente dal KK Zagabria e la guardia USA Jimmie Lee Hunter dallo Scafati Basket, come comunitario viene firmato il pivot serbo Dejan Borovnjak l'anno prima in Grecia nell'Aris Salonicco e in Spagna nel Gran Canaria e come italiano passaportato l'ala grande italo americana Craig Callahan dall'Eisbären Bremerhaven. Nel corso della stagione a causa di un infortunio Jimmie Lee Hunter sarà sostituito da Jonathan Gibson guardia tiratrice proveniente dallo Trabzonospor in Turchia. Miglior marcatore della stagione è Dejan Borovnjak con 525 punti in 38 partite, seguito da Alex Renfroe con 475 p. e da Craig Callahan con 442 p. sempre in 38 p. L'Enel Basket Brindisi oltre la promozione nella massima serie conquista anche la Coppa Italia di Legadue 2011-2012 sconfiggendo in finale nelle F4 disputate a Bari la Fileni BPA Jesi per 77-74.

## Roster
| New Basket Brindisi 2011/2012 | New Basket Brindisi 2011/2012 |
| Giocatori                     | Staff tecnico                 |
| ----------------------------- | ----------------------------- |

| N. | Naz.                                       | Ruolo | Nome                 | Anno | Alt.   | Peso   |  |
| -- | ------------------------------------------ | ----- | -------------------- | ---- | ------ | ------ |  |
| 6  | Grecia (bandiera)                          | G     | Kōstas Charalampidīs | 1976 | 186 cm | 88 kg  |  |
| 7  | Italia (bandiera)                          | AP    | Matteo Maestrello    | 1981 | 198 cm | 92 kg  |  |
| 8  | Italia (bandiera)                          | AC    | Mitchell Poletti     | 1988 | 205 cm | 102 kg |  |
| 9  | Italia (bandiera)                          | G     | Matteo Formenti      | 1982 | 194 cm | 90 kg  |  |
| 10 | Stati Uniti (bandiera)                     | G     | Jimmie Hunter        | 1977 | 197 cm | 88 kg  |  |
| 11 | Italia (bandiera)                          | P     | Alexander Simoncelli | 1986 | 188 cm | 80 kg  |  |
| 12 | Stati Uniti (bandiera)                     | P     | Alex Renfroe         | 1986 | 191 cm | 80 kg  |  |
| 13 | Albania (bandiera) · Italia (bandiera)     | A     | Klaudio Ndoja ()     | 1986 | 201 cm | 94 kg  |  |
| 14 | Serbia (bandiera)                          | C     | Dejan Borovnjak      | 1986 | 210 cm | 114 kg |  |
| 15 | Stati Uniti (bandiera) · Italia (bandiera) | AG    | Craig Callahan       | 1982 | 204 cm | 100 kg |  |
| 16 | Italia (bandiera)                          | AP    | Elio Preite          | 1994 | 196 cm |        |  |
| 18 | Polonia (bandiera) · Italia (bandiera)     | AG    | Jakub Wojciechowski  | 1990 | 215 cm | 112 kg |  |
| 19 | Italia (bandiera)                          | AG    | Andrea Zerini        | 1988 | 200 cm | 100 kg |  |
| 21 | Italia (bandiera)                          | P     | Marco Giuri          | 1988 | 194 cm | 90 kg  |  |
| 22 | Stati Uniti (bandiera)                     | P     | Jonathan Gibson      | 1987 | 188 cm | 82 kg  |  |
| 24 | Italia (bandiera)                          | AP    | Maurizio Vorzillo    | 1992 | 195 cm | 85 kg  |  |
| 33 | Italia (bandiera)                          | AP    | Gianmarco Leggio     | 1994 | 202 cm |        |  |
| 34 | Italia (bandiera)                          | P     | Antonio Rosato       | 1995 | 190 cm |        |  |

| Allenatore                                         |
| - Piero Bucchi                                     |
| Assistente/i                                       |
| - Daniele Michelutti Legenda - (C) Capitano Roster |

Budget complessivo 4.150K € (Bilancio depositato presso la CCIAA di Brindisi)
| Giocatori acquisiti a stagione in corso | Giocatori acquisiti a stagione in corso | Giocatori acquisiti a stagione in corso |
| Giocatore                               | il                                      | Da                                      |
| --------------------------------------- | --------------------------------------- | --------------------------------------- |
| Marco Giuri                             | 11 dicembre                             | Potenza                                 |
| Jakub Wojciechowski                     | 23 febbraio                             | Pall. Treviso                           |
| Kōstas Charalampidīs                    | 16 aprile                               | Drama                                   |
| Jonathan Gibson                         | 2 maggio                                | Trabzonspor                             |

| Giocatori ceduti a stagione in corso | Giocatori ceduti a stagione in corso | Giocatori ceduti a stagione in corso |
| Giocatore                            | il                                   | A                                    |
| ------------------------------------ | ------------------------------------ | ------------------------------------ |
| Alexander Simoncelli                 | 3 gennaio                            | U.C. Piacentina                      |
| Francesco Foiera                     | 13 gennaio                           | A. Costa Imola                       |
| Mitchell Poletti                     | 22 febbraio                          | Fulgor L. Forlì                      |
| Jimmie Hunter                        | 10 maggio                            |                                      |

## Risultati

### Campionato

#### Stagione regolare

##### Andata
| Arbitri: | Di Modica Ferretti Quarta |

|                                            |            |                                           |
| K. Ndoja 17, D. Borovnjak 15, J. Hunter 11 | Punti      | P. Prato 24, T. Whiting 11, D. Cournooh 9 |
|                                            | Assist     | 2 E. Daniels                              |
| C. Callahan 7                              | Rimbalzi   | 5 D. Cournooh, T. Kotti                   |
| Piero Bucchi                               | Allenatori | Federico Fucà                             |

| Arbitri: | Masi Materdomini Scrima |

|                                       |            |                                    |
| Johnson 21, Diliegro 16, Jurevičus 12 | Punti      | Renfroe 19, Hunter 15, Formenti 13 |
| Johnson 4                             | Assist     | 3 Renfroe                          |
| Diliegro 9                            | Rimbalzi   | 11 Callahan                        |
| Franco Marcelletti                    | Allenatori | Piero Bucchi                       |

| Arbitri: | Calbucci Moretti Pecorella |

|                                           |            |                                        |
| C. Callahan 20, J. Hunter 18, K. Ndoja 14 | Punti      | D. Hardy 25, B. Jones 20, G. Gurini 13 |
| J. Hunter 3                               | Assist     | 3 D. Mathis                            |
| D. Borovnjak 8                            | Rimbalzi   | 9 B. Jones                             |
| Piero Bucchi                              | Allenatori | Paolo Moretti                          |

| Arbitri: | Pasetto Peretti Borgioni |

|                                        |            |                                            |
| D. Brkic 17, J. Jackson 14, J. Rowe 12 | Punti      | D. Borovnjak 18 K. Ndoja 17, A. Renfroe 15 |
| C. Tommasini 4                         | Assist     | 5 Klaudio Ndoja                            |
| D. Brkic 9                             | Rimbalzi   | 8 D. Borovnjak                             |
| Demis Cavina                           | Allenatori | Piero Bucchi                               |

| Arbitri: | Ursi Ciano Paronelli |

|                                    |            |                                 |
| Hunter 27, Borovnjak 11, Renfroe 9 | Punti      | Lukauskis 14, Hicks 13, Bucci 9 |
| Borovnjak, Hunter, Renfroe 2       | Assist     | 2 Dordei, Green                 |
| Callahan 8                         | Rimbalzi   | 4 Green, M. Lukauskis           |
| Piero Bucchi                       | Allenatori | Cesare Pancotto                 |

| Arbitri: | Martolini Bartoli Morelli |

|                                           |            |                                            |
| K. Ndoja 20, M. Formenti 16, J. Hunter 13 | Punti      | J. Brooks 24, R. Hoover 15, M. Maggioli 11 |
| J. Hunter 4                               | Assist     | 3 R. Hoover                                |
| D. Borovnjak 12                           | Rimbalzi   | 7 M. Maggioli                              |
| Piero Bucchi                              | Allenatori | Stefano Cioppi                             |

| Arbitri: | Pasetto Conti Gagliardi |

|                                             |            |                                                 |
| N. George 16, M. Rossi 13, R. Moraschini 10 | Punti      | C. Callahan 16, M. Formenti 16, D. Borovnjak 15 |
| F. Campbell, R. Moraschini 3                | Assist     | 4 Jimmie Hunter                                 |
| R. Moraschini, M. Rossi 4                   | Rimbalzi   | 9 D. Borovnjak                                  |
| Manuel Scotto                               | Allenatori | Piero Bucchi                                    |

| Arbitri: | Di Francesco Di Gianbattista Quarta |

|                                              |            |                                            |
| D. Borovniak 21, K. Ndoja 18, C. Callahan 11 | Punti      | D.Robinson 22, D. Taylor 14, D. Slanina 12 |
| A. Renfroe 4                                 | Assist     | 3 D. Taylor                                |
| D. Borovnjak 11                              | Rimbalzi   | 9 D. Filloy                                |
| Piero Bucchi                                 | Allenatori | Massimiliano Menetti                       |

| Arbitri: | Ursi Ciaglia Beneduce |

|                                               |            |                                               |
| D. Anderson 22, C. Harrison 12, M. Passera 11 | Punti      | D. Borovnjak 14, J. Hunter 13, C. Callahan 13 |
| M. Passera 2                                  | Assist     | 4 J. Hunter                                   |
| C. Harrison 8                                 | Rimbalzi   | 11 D. Borovnjak                               |
| Fabio Corbani                                 | Allenatori | Piero Bucchi                                  |

| Arbitri: | Moretti Bartoli Rossi |

|                                             |            |                                              |
| K. Ndoja 15, D. Borovnjak 14, C. Callahan 9 | Punti      | M. Ghersetti 24, R. Thompson 15, D. Busma 11 |
| J. Hunter 5                                 | Assist     | 3 R. Rombaldoni                              |
| D. Borovnjak 10                             | Rimbalzi   | 12 M. Ghersetti                              |
| Piero Bucchi                                | Allenatori | Sandro Dell'Agnello                          |

| Arbitri: | Masi Di Toro Biggi |

|                                |            |                                       |
| West 20, Vukčević 13, Renzi 12 | Punti      | Renfroe 19, Borovnjak 19, Callahan 10 |
| Porta 4                        | Assist     | 9 Renfroe                             |
| West 11                        | Rimbalzi   | 14 Borovnjak                          |
| Alberto Martelossi             | Allenatori | Piero Bucchi                          |

| Arbitri: | Di Francesco Caroti Conti |

|                                   |            |                                      |
| Easley 20, Freeman 19, Borsato 18 | Punti      | Hunter 40, Callahan 18, Borovnjak 15 |
| Freeman 5                         | Assist     | 8 Hunter                             |
| Easley 10                         | Rimbalzi   | 7 Borovnjak                          |
| Nenad Vučinić                     | Allenatori | Piero Bucchi                         |

| Arbitri: | Di Modica Perretti Quarta |

|                                  |            |                                    |
| Kelley 21, Brkic 12, Blizzard 11 | Punti      | Borovnjak 16, Hunter 14, Zerini 13 |
| Blizzard 6                       | Assist     | 7 Renfroe                          |
| Baldassarre 8                    | Rimbalzi   | 9 Klaudio Ndoja                    |
| Zare Markovski                   | Allenatori | Piero Bucchi                       |

| Arbitri: | Calbucci Bartoli Gagliardi |

|                                             |            |                                            |
| C. Callahan 25, J. Hunter 19, A. Renfroe 17 | Punti      | P. Marigney 22, A. Ghiacci 13, M. Levin 11 |
| A. Renfroe 8                                | Assist     | 3 P. Marigney                              |
| D. Borovnjak 8                              | Rimbalzi   | 8 J. Thomas                                |
| Piero Bucchi                                | Allenatori | Giulio Griccioli                           |

##### Ritorno
| Arbitri: | Di Francesco Bartoli Ranaudo |

|                                           |            |                                            |
| P. Prato 17, T. Whiting 15, D. Bruttini 8 | Punti      | J. Hunter 16, D. Borovniak 14, K. Ndoja 12 |
| P. Prato 3                                | Assist     | 2 A. Renfroe, J. Hunter, C. Callahan       |
| T. Kotti 8                                | Rimbalzi   | 10 D. Borovniak                            |
| Federico Fucà                             | Allenatori | Piero Bucchi                               |

| Arbitri: | Di Modica Pascotto Bertelli |

|                                   |            |                                   |
| Hunter 28, Borovnjak 15, Ndoja 11 | Punti      | Johnson 20, Jurevičus 18, Basei 8 |
| Callahan 5                        | Assist     | 1 cinque giocatori                |
| Callahan 11                       | Rimbalzi   | 7 Basei                           |
| Piero Bucchi                      | Allenatori | Franco Marcelletti                |

| Arbitri: | Ursi Ciaglia Gagliardi |

|                                        |            |                                                |
| D. Hardy 26, B. Jones 18, G. Gurini 13 | Punti      | C. Callahan 25, D. Borovnjak 18, A. Renfroe 16 |
| D. Hardy, G. Galanda 3                 | Assist     | 5 A. Renfroe                                   |
| F. Toppo 11                            | Rimbalzi   | 12 D. Borovniak                                |
| Paolo Moretti                          | Allenatori | Piero Bucchi                                   |

| Arbitri: | Caroti Masi Scrima |

|                                             |            |                                       |
| D. Borovnjak 19, A. Renfroe 17, M. Giuri 14 | Punti      | J. Jackson 18, D. Brkic 17, G. Lee 14 |
| J. Hunter 4                                 | Assist     | 2 A. Giovacchini                      |
| D. Borovnjak 6                              | Rimbalzi   | 8 G. Lee                              |
| Piero Bucchi                                | Allenatori | Nando Gentile                         |

| Arbitri: | Pasetto Perretti Beneduce |

|                             |            |                                   |
| Hicks 14, Bucci 9, Da Ros 8 | Punti      | Hunter 19, Borovnjak 17, Zerini 9 |
| Green 3                     | Assist     | 5 Renfroe                         |
| Green, Hicks 5              | Rimbalzi   | 6 Borovniak, Zerini               |
| Cesare Pancotto             | Allenatori | Piero Bucchi                      |

| Arbitri: | Moretti Baldini Bertelli |

|                                               |            |                                               |
| R. McConnell 25, J. Brooks 18, M. Maggioli 16 | Punti      | J. Hunter 21, D. Borovnjak 20, C. Callahan 16 |
| F. Migliori 2                                 | Assist     | 3 J. Hunter, D. Borovnjak                     |
| M. Maggioli 11                                | Rimbalzi   | 7 C. Callahan                                 |
| Stefano Cioppi                                | Allenatori | Piero Bucchi                                  |

| Arbitri: | Mazzoni Ciano Migotto |

|                                                 |            |                                             |
| J. Hunter 18, C. Callahan 18, D. Borovnjak 14   | Punti      | A. Cittadini 25, F. Campbell 15, T. Bell 12 |
| J. Hunter, C. Callahan, M. Formenti, M. Giuri 2 | Assist     | 3 F. Campbell                               |
| C. Callahan 9                                   | Rimbalzi   | 8 N. Kommatos                               |
| Piero Bucchi                                    | Allenatori | Gennaro Di Carlo                            |

| Arbitri: | Pasetto Masi Conti |

|                                              |            |                                                 |
| D. Robinson 20, M. Antonutti 16, R. Cervi 13 | Punti      | D. Borovnjak 17, C. Callahan 17, M. Formenti 15 |
| D. Robinson 8                                | Assist     | 3 C. Callahan                                   |
| R. Cervi 11                                  | Rimbalzi   | 7 A. Renfroe                                    |
| Massimiliano Menetti                         | Allenatori | Piero Bucchi                                    |

| Arbitri: | Caroti Paronelli Gagliardi |

|                                               |            |                                               |
| D. Borovnjak 16, J. Hunter 15, C. Callahan 13 | Punti      | D. Anderson 18, C. Harrison 17, A. Voskuil 14 |
| M. Giuri 2                                    | Assist     |                                               |
| D. Borovnjak, J. Hunter 7                     | Rimbalzi   | 7 D. Anderson                                 |
| Piero Bucchi                                  | Allenatori | Fabio Corbani                                 |

| Arbitri: | Martolini Baldini Bertelli |

|                                                 |            |                                              |
| R. Thompson 19, L. Goldwire 18, M. Ghersetti 15 | Punti      | J. Hunter 15, A. Renfroe 15, D. Borovnjak 10 |
| F. Bushati, M. Farioli 3                        | Assist     | 6 A. Renfroe                                 |
| M. Ghersetti 7                                  | Rimbalzi   | 12 D. Borovnjak                              |
| Sandro Dell'Agnello                             | Allenatori | Piero Bucchi                                 |

| Arbitri: | Bartoli Ciaglia Cappello |

|                                  |            |                                 |
| Hunter 23, Callahan 11, Giuri 10 | Punti      | Porta 16, Renzi 10, Boscagin 10 |
| Renfroe 2                        | Assist     | 5 Porta                         |
| Renfroe 10                       | Rimbalzi   | 10 West                         |
| Piero Bucchi                     | Allenatori | Alberto Martelossi              |

| Arbitri: | Ursi Ciano Pecorella |

|                                             |            |                                               |
| A. Renfroe 40, D. Borovnjak 14, M. Giuri 11 | Punti      | S. Huff 18, T. Roderick 17, Thomas Coleman 13 |
| A. Renfroe 7                                | Assist     | 2 T. Roderick                                 |
| A. Renfroe 12                               | Rimbalzi   | 10 M. Poletti                                 |
| Piero Bucchi                                | Allenatori | Nenad Vučinić                                 |

| Arbitri: | Caroti Baldini Ciaglia |

|                                            |            |                                   |
| Borovnjak 18, Charalampidīs 17, Renfroe 14 | Punti      | 21 Perry, 17 Baldassare, 16 Yango |
| Charalampidīs 5                            | Assist     | 4 Blizzard                        |
| Renfroe 9                                  | Rimbalzi   | 9 Yango                           |
| Piero Bucchi                               | Allenatori | Zare Markovski                    |

| Scafati 5 maggio 2012 28ª giornata, ore 18:15 UTC+2 | Scafati Basket | 95 – 97 (20-23;49-46;72-68) referto | N.B. Brindisi | PalaMangano (3083 spett.) |
| \| \| \| \| \| Marigney 26, Levin 17, Radulović 16 \| Punti \| Renfroe 22, Gibson 19, Formenti 14 \| \| Mats Levin 3 \| Assist \| 6 Renfroe \| \| Thomas 8 \| Rimbalzi \| 8 Borovnjak \| \| Giulio Griccioli \| Allenatori \| Piero Bucchi \| |                |                                     |               |                           |
| |                |                                     |               |                           |
| Marigney 26, Levin 17, Radulović 16 | Punti          | Renfroe 22, Gibson 19, Formenti 14  |               |                           |
| Mats Levin 3 | Assist         | 6 Renfroe                           |               |                           |
| Thomas 8 | Rimbalzi       | 8 Borovnjak                         |               |                           |
| Giulio Griccioli | Allenatori     | Piero Bucchi                        |               |                           |

#### Play Off
| Arbitri: | Di Francesco Masi Perretti |

|                                     |            |                                     |
| Gibson 25, Borovnjak 17, Renfroe 15 | Punti      | Johnson 18, Rinaldi 11, Klobucar 10 |
| Gibson 5                            | Assist     | 3 Johnson                           |
| Borovniak 7                         | Rimbalzi   | 7 Basei, Rinaldi                    |
| Piero Bucchi                        | Allenatori | Franco Marcelletti                  |

| Arbitri: | Calbucci Mazzoni Borgioni |

|                                              |            |                                              |
| D. Borovnjak 15, K. Ndoja 14, M. Formenti 14 | Punti      | A. Johnson 16, D. DiLiegro 13, T. Rinaldi 12 |
| A. Renfroe 3                                 | Assist     | 2 J. Klobucar, S. Berti                      |
| A. Renfroe 9                                 | Rimbalzi   | 9 D. DiLiegro                                |
| Piero Bucchi                                 | Allenatori | Franco Marcelletti                           |

| Arbitri: | Ursi Baldini Quarta |

|                                           |            |                                          |
| A. Johnson 33, S. Berti 17, D. DiLiegro 9 | Punti      | J. Gibson 31, K. Ndoja 19, A. Renfroe 18 |
| A. Johnson 6                              | Assist     | 4 A. Renfroe                             |
| S. Berti, M. Rossetti 9                   | Rimbalzi   | 9 A. Renfroe                             |
| Franco Marcelletti                        | Allenatori | Piero Bucchi                             |

| Arbitri: | Pasetto Masi Rossi |

|                                              |            |                                         |
| J. Gibson 23, D. Borovnjak 18, A. Renfroe 18 | Punti      | M. Da Ros 24, P. Martin 20, M. Green 18 |
| A. Renfroe 3                                 | Assist     | 2 R. Bucci                              |
| J. Gibson 6                                  | Rimbalzi   | 8 M. Da Ros                             |
| Piero Bucchi                                 | Allenatori | Giancarlo Sacco                         |

| Arbitri: | Martolini Baldini Bartoli |

|                                          |            |                                                   |
| J. Gibson 24, K. Ndoja 19, A. Renfroe 16 | Punti      | M. Lukauskis 15, R. Bucci 15, Manuele Mocavero 15 |
| J. Gibson 4                              | Assist     | 2 R. Bucci                                        |
| K. Ndoja 10                              | Rimbalzi   | 5 M. Lukauskis, J. Curry                          |
| Piero Bucchi                             | Allenatori | Giancarlo Sacco                                   |

| Arbitri: | Di Francesco Quarta Moretti |

|                                           |            |                                             |
| R. Bucci 18, M. Lukauskis 16, Mocavero 16 | Punti      | J. Gibson 33, C. Callahan 18, A. Renfroe 14 |
| M. Green 6                                | Assist     | 4 A. Renfroe                                |
| Mocavero 7                                | Rimbalzi   | 8 A. Renfroe                                |
| Giancarlo Sacco                           | Allenatori | Piero Bucchi                                |

| Arbitri: | Martolini Calbucci Ciaglia |

|                                              |            |                                      |
| A. Renfroe 21, D. Borovnjak 15, J. Gibson 14 | Punti      | D. Hardy 14, B. Jones 10, F. Toppo 8 |
| J. Gibson 5                                  | Assist     | 3 G. Gurini                          |
| D. Borovnjak, A. Zerini 7                    | Rimbalzi   | 8 B. Jones                           |
| Piero Bucchi                                 | Allenatori | Paolo Moretti                        |

| Arbitri: | Pascotto Materdomini Bartoli |

|                                                   |            |                                             |
| Jonathan Gibson 26, A. Renfroe 16, C. Callahan 15 | Punti      | J. Tavernari 17, G. Galanda 14, B. Jones 14 |
| A. Renfroe 8                                      | Assist     | 3 G. Gurini                                 |
| A. Renfroe 13                                     | Rimbalzi   | 8 F. Toppo                                  |
| Piero Bucchi                                      | Allenatori | Paolo Moretti                               |

| Arbitri: | Pasetto Perretti Borgioni |

|                                          |            |                                             |
| B. Jones 31, G. Gurini 14, G. Galanda 12 | Punti      | J. Gibson 30, A. Zerini 14, D. Borovnjak 12 |
| D. Hardy 7                               | Assist     | 7 A. Renfroe                                |
| B. Jones 9                               | Rimbalzi   | 10 D. Borovnjak                             |
| Paolo Moretti                            | Allenatori | Piero Bucchi                                |

| Arbitri: | Ursi Di Francesco Mazzoni |

|                                           |            |                                           |
| D. Hardy 21, J. Tavernari 20, B. Jones 12 | Punti      | J. Gibson 28, K. Ndoja 19, C. Callahan 19 |
| B. Jones, F. Toppo 4                      | Assist     | 7 A. Renfroe                              |
| B. Jones 11                               | Rimbalzi   | 9 A. Renfroe                              |
| Paolo Moretti                             | Allenatori | Piero Bucchi                              |

### Coppa Italia
| Arbitri: | Materdomini Perretti Ciaglia |

|                                       |       |                                     |
| Jurevičus 24, Marino 12, Di Liegro 12 | Punti | Ndoja 13, J. Hunter 12, Formenti 12 |

| Arbitri: | Martolini Ciano Di Toro |

|                                          |       |                                                     |
| J. Hunter 29, K. Ndoja 11, M. Formenti 8 | Punti | D. Di Liegro 20, A. Johnson 14, Giovanni Carenza 12 |

| Piacenza 1 novembre 2011 Quarti di finale                                                                                  | U.C. Piacentina | 82 – 79 (17-25;36-38;66-62) referto            | N.B. Brindisi | PalaBanca (1.000 spett.) |
| \| \| \| \| \| D. Anderson 15, A. Voskuil 14, CC Harrison 14 \| Punti \| C. Callahan 20, A. Renfroe 19, D. Borovnjak 13 \| |                 |                                                |               |                          |
| |                 |                                                |               |                          |
| D. Anderson 15, A. Voskuil 14, CC Harrison 14                                                                              | Punti           | C. Callahan 20, A. Renfroe 19, D. Borovnjak 13 |               |                          |

| Arbitri: | Materdomini Ciano Paronelli |

|                                              |       |                                               |
| J. Hunter 18, D. Borovnjak 15, M. Poletti 14 | Punti | L. Infante 17, M. Passera 12,, CC Harrison 11 |

| Arbitri: | Roberto Materdomini Nicola Beneduce Enrico Bartoli |

|                                  |            |                                 |
| West, McGrath 16, Waleskowski 10 | Punti      | 21 Hunter,14 Borovnjak,13 Giuri |
| Porta 8                          | Assist     | 4 Hunter                        |
| Di Giuliomaria, West 7           | Rimbalzi   | 11 Borovnjak                    |
| Alberto Martelossi               | Allenatori | Piero Bucchi                    |

| Arbitri: | Manuel Mazzoni Mauro Moretti Enrico Bartoli |

|                                               |            |                                           |
| M. McConnell 27, J. Brooks 16, M. Maggioli 15 | Punti      | 19 J. Hunter, 16 M. Giuri, 15 C. Callahan |
| M. McConnell 6                                | Assist     | 4 M. Maestrello                           |
| M. Maggioli 10                                | Rimbalzi   | 7 J. Hunter, C. Callahan, M. Giuri        |
| Stefano Cioppi                                | Allenatori | Piero Bucchi                              |

## Statistiche

### Statistiche di squadra
| Competizione      | Punti | In casa | In casa | In casa | In casa | In casa | In trasferta | In trasferta | In trasferta | In trasferta | In trasferta | Totale | Totale | Totale | Totale | Totale | Totale |
| Competizione      | Punti | G       | V       | P       | Ptf     | Pts     | G            | V            | P            | Ptf          | Pts          | G      | V      | P      | Ptf    | Pts    | Diff.  |
| ----------------- | ----- | ------- | ------- | ------- | ------- | ------- | ------------ | ------------ | ------------ | ------------ | ------------ | ------ | ------ | ------ | ------ | ------ | ------ |
| Legadue           | 54    | 20      | 16      | 4       | 1627    | 1460    | 18           | 11           | 7            | 1438         | 1417         | 38     | 27     | 11     | 3065   | 2877   | +188   |
| Coppa Italia 2012 | 8     | 4       | 3       | 1       | 289     | 276     | 2            | 1            | 1            | 156          | 155          | 6      | 4      | 2      | 445    | 431    | +14    |
| Totale            | 62    | 24      | 19      | 5       | 1916    | 1736    | 20           | 12           | 8            | 1594         | 1572         | 44     | 31     | 13     | 3510   | 3308   | +202   |

### Statistiche dei giocatori
| Nome                 | G  | Pun  | Min  | Falli | Falli | Tiri da 2 | Tiri da 2 | Tiri da 2 | Tiri da 3 | Tiri da 3 | Tiri da 3 | Tiri Liberi | Tiri Liberi | Tiri Liberi | Rimbalzi | Rimbalzi | Rimbalzi | Stop | Stop | Palle | Palle | Ass  | Val  | Media Punti | Media Val. |
| Nome                 | G  | Pun  | Min  | C     | S     | R         | T         | %         | R         | T         | %         | R           | T           | %           | O        | D        | T        | D    | S    | P     | R     | Ass  | Val  | Media Punti | Media Val. |
| -------------------- | -- | ---- | ---- | ----- | ----- | --------- | --------- | --------- | --------- | --------- | --------- | ----------- | ----------- | ----------- | -------- | -------- | -------- | ---- | ---- | ----- | ----- | ---- | ---- | ----------- | ---------- |
| Dejan Borovnjak      | 38 | 525  | 1046 | 122   | 166   | 207       | 320       | 64.7      | 0         | 0         | 0.0       | 111         | 160         | 69.4        | 85       | 188      | 273      | 3    | 13   | 109   | 62    | 37   | 660  | 13.8        | 17.4       |
| Alex Renfroe         | 38 | 475  | 1227 | 115   | 126   | 132       | 233       | 56,7      | 39        | 132       | 29.5      | 94          | 130         | 72.3        | 52       | 169      | 221      | 4    | 8    | 128   | 71    | 135  | 551  | 12.5        | 14.5       |
| Craig Callahan       | 38 | 442  | 1014 | 127   | 87    | 135       | 216       | 62,5      | 48        | 131       | 36,6      | 28          | 61          | 45,9        | 54       | 138      | 192      | 15   | 4    | 62    | 53    | 31   | 430  | 11.6        | 11.3       |
| Jimmie Hunter        | 24 | 370  | 775  | 63    | 98    | 78        | 151       | 51,7      | 43        | 124       | 34.7      | 85          | 96          | 88.5        | 16       | 54       | 70       | 6    | 8    | 64    | 48    | 62   | 354  | 15.4        | 14.7       |
| Klaudio Ndoja        | 29 | 319  | 754  | 66    | 70    | 47        | 101       | 46.5      | 55        | 136       | 40.4      | 60          | 71          | 84.5        | 27       | 99       | 126      | 6    | 3    | 44    | 43    | 20   | 325  | 11.0        | 11.2       |
| Jonathan Gibson      | 11 | 265  | 342  | 35    | 69    | 48        | 90        | 53.3      | 35        | 73        | 47.9      | 64          | 75          | 85.3        | 10       | 28       | 38       | 0    | 8    | 54    | 16    | 37   | 237  | 24.1        | 21.5       |
| Matteo Formenti      | 36 | 226  | 826  | 85    | 65    | 29        | 73        | 39.7      | 45        | 127       | 35.4      | 33          | 41          | 80.5        | 13       | 65       | 78       | 2    | 0    | 49    | 54    | 32   | 189  | 6.3         | 5.2        |
| Marco Giuri          | 28 | 148  | 478  | 69    | 43    | 40        | 80        | 50.0      | 13        | 41        | 31.7      | 29          | 39          | 74.4        | 15       | 52       | 67       | 0    | 2    | 38    | 27    | 19   | 117  | 5.3         | 4.2        |
| Andrea Zerini        | 32 | 126  | 441  | 55    | 37    | 31        | 55        | 56.4      | 13        | 37        | 35.1      | 25          | 35          | 71.4        | 41       | 47       | 88       | 18   | 5    | 27    | 18    | 5    | 147  | 3.9         | 4.6        |
| Matteo Maestrello    | 32 | 79   | 460  | 50    | 8     | 9         | 22        | 40.9      | 19        | 65        | 29.2      | 4           | 4           | 100.0       | 3        | 38       | 41       | 2    | 1    | 18    | 4     | 3    | 9    | 2.5         | 0.3        |
| Mitchell Poletti     | 16 | 35   | 128  | 32    | 12    | 12        | 25        | 48.0      | 0         | 1         | 0.0       | 11          | 21          | 52.4        | 9        | 14       | 23       | 0    | 0    | 17    | 3     | 5    | 5    | 2.2         | 0.3        |
| Alex Simoncelli      | 11 | 23   | 158  | 24    | 19    | 5         | 12        | 41.7      | 2         | 22        | 9.1       | 7           | 10          | 70.0        | 4        | 7        | 11       | 0    | 0    | 14    | 4     | 6    | -5   | 2.1         | -0.5       |
| Kōstas Charalampidīs | 1  | 17   | 27   | 3     | 7     | 3         | 5         | 60.0      | 2         | 4         | 50.0      | 5           | 5           | 100.0       | 0        | 1        | 1        | 0    | 0    | 2     | 1     | 5    | 22   | 17.0        | 22.0       |
| Jakub Wojciechowski  | 8  | 15   | 45   | 8     | 4     | 7         | 11        | 63.6      | 0         | 1         | 0.0       | 1           | 1           | 100.0       | 4        | 6        | 10       | 1    | 0    | 7     | 3     | 2    | 15   | 1.9         | 1.9        |
| Maurizio Vorzillo    | 2  | 0    | 4    | 0     | 0     | 0         | 1         | 0.0       | 0         | 1         | 0.0       | 0           | 0           | 0.0         | 0        | 0        | 0        | 0    | 0    | 1     | 0     | 0    | -3   | 0           | -1.5       |
| squadra              | 0  | 0    | 0    | 4     | 9     | 0         | 0         | 0.0       | 0         | 0         | 0.0       | 0           | 0           | 0.0         | 35       | 62       | 97       | 0    | 0    | 14    | 159   | 0    | 247  | 0           | 0          |
| TOTALE               | 38 | 3065 | 7725 | 858   | 820   | 783       | 1395      | 56.1      | 314       | 895       | 35.1      | 557         | 749         | 74.4        | 368      | 968      | 1336     | 57   | 52   | 648   | 566   | 399  | 3300 | 80.7        | 86.8       |
| MEDIE                |    |      |      | 22.6  | 21.6  | 20.6      | 36.7      | 56.1      | 8.3       | 23.6      | 35.1      | 14.7        | 19.7        | 74.4        | 9.7      | 25.5     | 35.2     | 1.5  | 1.4  | 17.1  | 14.9  | 10.5 |      |             |            |